# LaC TV
LaC TV — телемережа компанії, що базується в італійському місті Вібо-Валентія.

## Історія
Мережа була заснована під ім'ям Rete Kalabria в листопаді 1987 року. Перша студія взята від Tele 2000, яка використовувалася з 1977 по 1983 роки. У 1990-і роки La C входила в телемережа Amica 9 Telestar, а з 1992 року була перетворена в ТОВ «Retekalabria». 20 жовтня 2014 вона змінила своє ім'я на поточне. . 15 листопада 2014 мережа стала першою калабрійськой телемережею, що віщає в зоні високих частот .

## Зона мовлення
Основна зона мовлення — Калабрія . Доступні телеканали: 19, 213, 616, 669, 670, 671.